# Štíty (Star Trek)
Štíty, nebo také deflektory či deflektorové štíty, jsou fiktivní technologií v univerzu Star Trek a slouží k ochraně vesmírných lodí, stanic a planet před útoky nepřátel nebo nebezpečími přírodního původu. Problémem, který se často objevuje, je nemožnost transportu osob na loď, jež má zvednuté štíty. To brání protagonistům příběhů k jednoduchým útěkům před nebezpečím, protože stáhnutí štítů by mělo za následek případné zničení lodi.

## Historie
Termín štíty se poprvé objevuje v seriálu Star Trek epizodě Rovnováha hrůzy. Byly použity základnou Federace k obraně před útokem romulanského válečného ptáka, ale ukázaly se neúčinnými. První použití na vesmírné lodi se odehrálo v epizodě Aréna, ve které posádka USS Enterprise (NCC-1701) zvedla štíty poté, co byla napadena nepřátelskou lodí neznámého původu.
Není známé, kdo a kdy tuto technologii vynalezl, nicméně ve 22. století ji Hvězdná flotila na lodích třídy NX nepoužívá. Loď Enterprise (NX-01) místo toho používá polarizovaný pancíř, kdy se pláty pláště polarizovaly a tím zvýšily svoji odolnost a pevnost. Nicméně některé cizí druhy již v této době používaly jednoduché štítové systémy.

## Typy štítových generátoru
- Deflektorový systém štítů
- Metafázový systém štítů
- Standardní systém štítů
- Vysokokapacitní systém štítů
- Modulativní systém štítů
- Automodulativní systém štítů
- Regenerační systém štítů
- Autoregenerační systém štítů
- Adaptabilní systém štítů

## Technologie
Stejně jako u většiny techniky ve Star Treku se přesně neví, jak štíty fungují. Postavy hovoří o existenci a manipulaci se zařízeními, ale jen povrchně vysvětlují přesnou fyziku v pozadí. V principu jde o to, že nějaká energie vychází z lodi nebo zařízení tak, aby se přicházející pevné těleso odchýlilo od původního směru. Účinky zbraní založených na energetickém principu, jako phasery, lasery nebo disruptory, bývají utlumeny a pohlceny. Štíty jsou až do zásahu neviditelné, poté se krátce zobrazí jako průsvitné „pole“ energie.
Ze zobrazení na displejích LCARS a dalších přístrojích vyplývá, že štíty vysílají vrstvy rušících energií, které obsahují velké množství gravitonů okolo objektů určených k ochraně. Energie štítů může být vyslána z lokální antény, paraboly (např. lodní navigační deflektor) nebo sítě jednotlivých zářičů položených na povrch objektu (např. trupu lodi).
Štíty mohou být sníženy nebo dokonce úplně vyřazeny opakovanými útoky. Taktéž vystavení dlouhodobému nebezpečí může snížit jejich účinnost. Štíty mohou být neúčinné proti specifickým druhům zbraní, například až do jejich úpravy nebyly schopné eliminovat polaronové zbraně lodí Dominionu.
Příručka Mr. Scott's Guide to the Enterprise uvádí, že štíty na lodích třídy Constitution-refit byly vytvořeny subatomárním skenováním a replikací ze slitiny známé jako diburnium-osmium, a poté vyzářeny jako silové pole okolo lodi. Slitina diburnium-osmium byla objevena kapitánem Kirkem v epizodě Ta, která přetrvá a údajně jde o nejtvrdší známou slitinu ve Federaci.
Loď USS Defiant představuje ve třetí sezóně seriálu Star Trek: Deep Space Nine ablativní pancéřování jako doplněk ke štítům; tato technologie se také objevuje v závěrečné epizodě seriálu Star Trek: Voyager Dohra jako technologie z 25. století. Toto pancéřování je schopné odolat zbraním a vlečnému paprsku Borgů.

## Skutečné štíty
Idea štítů nemusí být zcela mimo realitu. V roce 2008 Cosmos Magazine přinesl zprávu o výzkumu, který vedl k vytvoření umělé repliky magnetického pole okolo planety Země. Pole by v budoucnosti mohlo chránit kosmonauty před nebezpečným kosmickým zářením. Britští a portugalští vědci použili matematickou simulaci aby prokázali, že lze vytvořit miniaturní magnetosférickou „bublinu“ několik set metrů širokou, která by obklopila malé bezpilotní plavidlo, které by doprovázelo budoucí misi NASA na Mars.